# Jerzy Żytkowski
Jerzy Żytkowski (ur. 9 lutego 1952 w Lublinie) – polski koszykarz, występujący na pozycji skrzydłowego, dwukrotny medalista mistrzostw Polski.

## Osiągnięcia
Drużynowe
- Mistrz Polski juniorów (1970)
- Brązowy medalista Polski (1979, 1980)
- Finalista pucharu Polski (1978)
- Awans do najwyższej klasy rozgrywkowej (1974)